# Hl. Drei Könige (Oberlandenbeck)

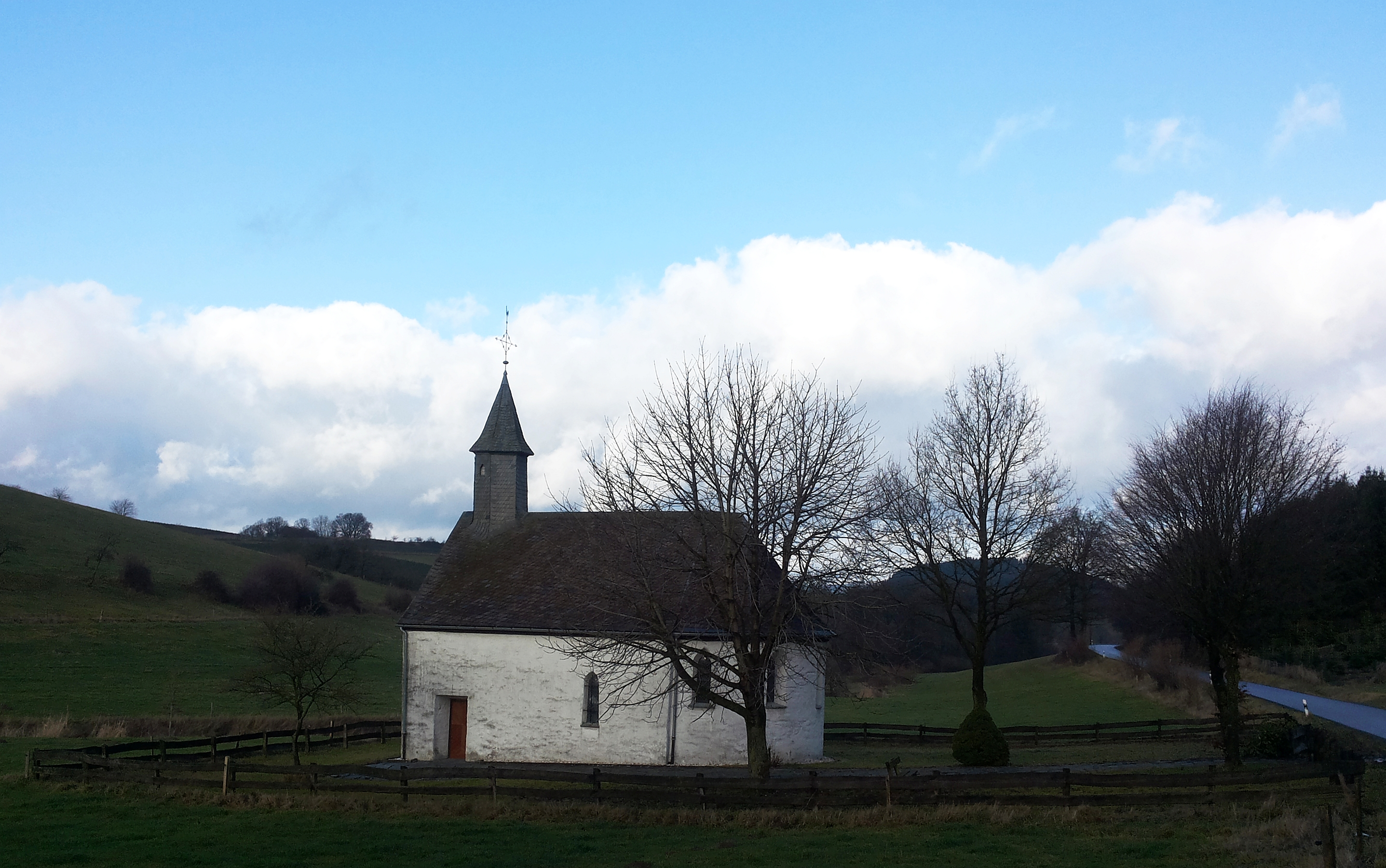
Kapelle Hl. Drei Könige

Die katholische Kapelle Hl. Drei Könige ist ein denkmalgeschütztes Kirchengebäude in Oberlandenbeck, einem Ortsteil von Eslohe im Hochsauerlandkreis (Nordrhein-Westfalen).

## Geschichte und Architektur
Der kleine geschlämmte Bruchsteinsaal mit leicht eingezogener Apsis steht auf einer Wiese nördlich des Ortes. Er wurde im 14. Jahrhundert errichtet und nach einer Bezeichnung 1721 erneuert. Die Wände sind durch Spitzbogenfenster gegliedert. Dem Gebäude wurde ein Dachreiter aufgesetzt. Im Innenraum ist eine Flachdecke eingezogen. Die Fenster sind mit Säulchen und Bögen gerahmt, die Fenster des Schiffes befinden sich in Rundbogenblenden. Die bauzeitliche Ausmalung wurde 1976 freigelegt und restauriert.

## Ausstattung
- Das Pilasterretabel besitzt ein Gemälde mit der Darstellung der Heimsuchung ist von der Mitte des 18. Jahrhunderts. Es stammt aus der Kirche in Schmallenberg-Wormbach.
- Die Figuren der Pietà, der hl. Lucia und das Anbetungsrelief aus Holz wurden im 18. Jahrhundert geschnitzt und entstellend gefasst.